# Росенде, Диего
Диего Росенде Лагос (исп. Diego Rosende Lagos; род. 11 февраля 1986[…], Сантьяго) — чилийский футболист, полузащитник.

## Клубная карьера
Росенде начал карьеру в клубе «Универсидад Католика». В первом же сезоне он выиграл чилийскую Примеру. В 2007 году для получения игровой практики Диего на правах аренды выступал за «Кокимбо Унидо». В 2009 году Росенде вновь был отдан в аренду. Его новым клубом стал «Унион Эспаньола». 7 марта в матче против «Палестино» Диего дебютировал за новую команду. В 2010 году после возвращения в «Универсидад» он во второй раз стал чемпионом Чили.
В 2011 году Росенде перешёл в «Депортес Ла-Серена». 30 января в матче против «Универсидад де Чили» он дебютировал за новый клуб. 20 марта в поединке против «Уачипато» Диего забил свой первый гол за «Ла-Серену».
Летом 2012 года Росенде на правах свободного агента перешёл в «Палестино». 9 июля в матче против своего бывшего клуба «Универсидад Католика» он дебютировал. 30 сентября в поединке против «Сантьяго Уондерерс» Диего забил свой первый гол за «Палестино». 5 февраля 2015 года в матче Кубка Либертадорес против уругвайского «Насьоналя» он забил гол.

## Достижения
«Универсидад Католика»
- Чемпион Чили (2): Кл. 2005, 2010

«Палестино»
- Обладатель Кубка Чили: 2018